# Лемба Артур Густавович
Артур Густавович Лемба (24 вересня 1885, Ревель, Російська імперія — 21 листопада 1963, Таллінн, СРСР) — естонський композитор, піаніст та педагог, одна з найзначніших постатей у естонській класичній музиці. Фіналіст престижного Рубінштейнівського конкурсу, викладач Санкт-Петербурзької консерваторії. Його опера Sabina (1905) стала першою оперою, написаною естонцем, а Symphony No. 1 (1908) — першою естонською симфонією.

## Біографія
Початкову музичну освіту Артур Лемба отримав від свого старшого брата Теодора. У 1899 році, слідуючи його прикладу, Артур вступив до Санкт-Петербурзької консерваторії, де він навчався майстерності гри на фортепіано у Карла Фан-Арка та інших відомих педагогів того часу. Серед викладачів, що займалися з юнаком різними напрямками музичної теорії були Микола Соловйов, Анатолій Лядов, Олександр Глазунов та Микола Римський-Корсаков. 1905 рік був відзначений у житті композитора тим, що став роком виходу в світ першої естонської опери Sabina (пізніше з'явилася її друга редакція під назвою «Lembitu's Daughter»). У 1908 році Лемба закінчив консерваторію, отримавши малу золоту медаль як піаніст, та велику срібну з композиції. Окрім цього, його було нагороджено призом Антона Рубінштейна. Того ж року Артур Лемба пише свою Symphony No. 1, присвячену Олександру Глазунову, що стала першою симфонією, написаною естонським композитором.
Починаючи з 1908 року Лемба працює викладачем фортепіано у Санкт-Петербурзькій консерваторії. У 1910 році він бере участь у Рубінштейнівському конкурсі, де потрапляє до списку восьми фіналістів разом з такими відомими піаністами, як Артур Рубінштейн та Едвін Фішер. Кар'єра педагога також розвивалася доволі стрімко і у 1915 році Артур Лемба був вже професором консерваторії, а у 1918 став керівником музичного відділу Комісаріату Просвіти в Петрограді.
У 1920 році Лемба повертається до Таллінна, де починає працювати викладачем фортепіано у місцевій Вищій музичній школі. Втім, вже з 1921 року він займається викладацькою діяльністю у гельсінській музичній школі, яку рік потому також залишає заради роботи у Талліннській консерваторії, де Лемба пропрацював до самої смерті, очолюючи відділ фортепіано протягом 1934–1935 та 1941–1944 років. Серед його студентів можна виокремити таких відомих у естонській музичній спільноті особистостей, як Кирило Раудсепп, Віллем Рейманн, Ельза Авессон та інші.
У Естонії Артур Лемба продовжив і свою кар'єру піаніста, особливо бурхливо протягом 1920-х років. На додаток до місцевих концертів, він брав участь у виступах в Ризі, Москві, Одесі, Будапешті, Гельсінках та Стокгольмі. Крім того він концертував у складі різноманітних ансамблів, збірних хорів та оркестрів, а також працював музичним критиком у газеті Vaba Maa.

## Державні нагороди
- Заслужений працівник культури Естонської РСР (1945)
- Народний артист Естонської РСР (1962)[1]

## Сім'я
- Брат — Теодор Лемба (1876–1962). Відомий естонський піаніст та викладач. Разом з братом вважається засновником Естонської фортепіанної Школи.
- Сестра — Людмила Геллат-Лемба (1879–1945). Естонська співачка, викладач Талліннської консерваторії[2]. Дружина архітектора Георга Геллата.